# Lycaena conformis
Lycaena conformis är en fjärilsart som beskrevs av Butler 1877. Lycaena conformis ingår i släktet Lycaena och familjen juvelvingar. Inga underarter finns listade i Catalogue of Life.